# Académica da Praia
Associação Académica da Praia (kurz Académica da Praia) ist ein kapverdischer Fußballverein aus der Hauptstadt Praia.

## Geschichte
Der Verein wurde am 15. Dezember 1923 als Filialverein des portugiesischen Klubs Académica de Coimbra gegründet, in Praia, der Hauptstadt der damals noch portugiesischen Kolonie Kap Verde. 1965 und 2018 konnte man jeweils die nationale Meisterschaft und 2007 den Pokalsieg feiern.

## Stadion
Die Fußballmannschaft des Académica Praia trägt ihre Heimspiele im städtischen Estádio da Várzea aus. Das Stadion hat einen Kunstrasenplatz und fasst 8.000 Zuschauer. Auch Stadtrivale Sporting Praia trägt hier seine Spiele aus. Bis 2006 trug der Verein seine Heimspiele im Sucupira Field aus.

## Erfolge
- Kapverdischer Meister: 1965, 2018
- Kapverdischer Pokalsieger: 2007[1].
- Santiago-Meister: 1965, 1968, 1989, 2009, Süd: 2004, 2009, 2018
- Praia-Pokal: 2007

## Statistiken

### Sonstige Statistiken
- Höchste Sieg in der Insel-Liga: Académica 21-0 Garridos, in 1968

## Trainerchronik
| Trainer                | Nationalität | Amtszeit  |
| ---------------------- | ------------ | --------- |
| Toka                   | Kap Verde    | 1964–68   |
|                        |              |           |
| Celestino Mascarenhas  | Kap Verde    | 2011–2013 |
| José Zé Piguita Barros | Kap Verde    | 2014–2016 |
| Janito Carvalho        | Kap Verde    | 2016–2017 |
| Lito                   | Kap Verde    | 2018–     |

## Vereinspräsidenten
- Júlio César Tomar (20?? bis 2016)
- Kiki (seit 2016)